# Italiaanse aronskelk
De Italiaanse aronskelk (Arum italicum) is een giftige plant uit de aronskelkfamilie (Araceae). In de plant komen onder meer calciumoxalaatkristallen en oplosbare zouten van oxaalzuur voor.
Het is een vaste plant (geofyt), die voorkomt in bossen in de Alpen, de Kaukasus, in het Middellandse Zeegebied, Portugal, op de Canarische Eilanden en op Madeira.
Ten noorden van de Alpen wordt de plant uitsluitend als sierplant aangetroffen. In diverse gebieden is de plant geïntroduceerd en wordt daar soms als een ongewenste exoot gezien. De Italiaanse aronskelk is in Nederland vaak aangeplant en verwilderd in bosachtige omgevingen op buitenplaatsen op vochtige, voedselrijke grond. Daarom wordt de soort als een stinsenplant beschouwd.
De plant wordt 30-60 cm hoog en vormt een tot 5 cm grote bol.

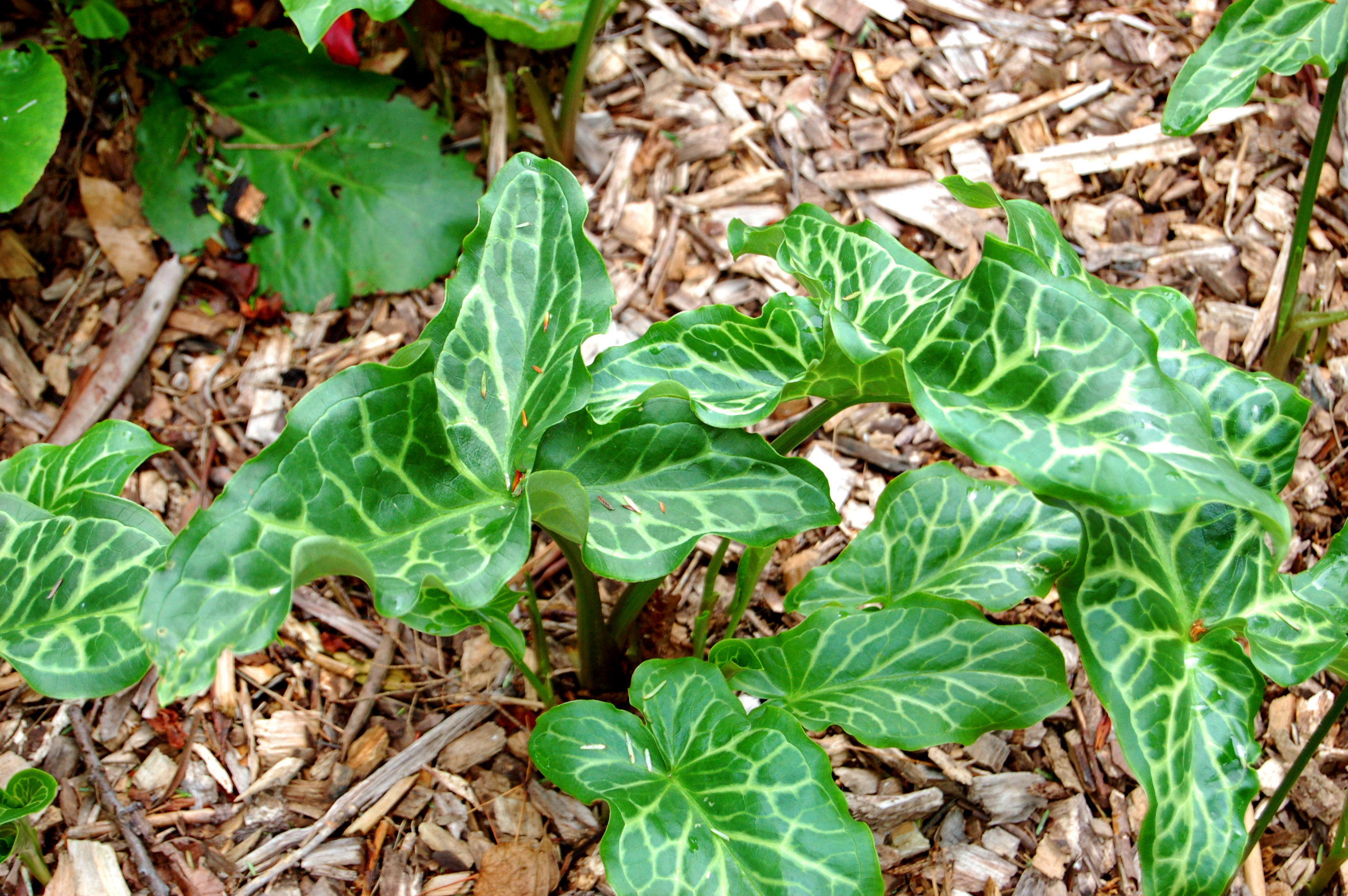
Bladeren van de Italiaanse aronskelk

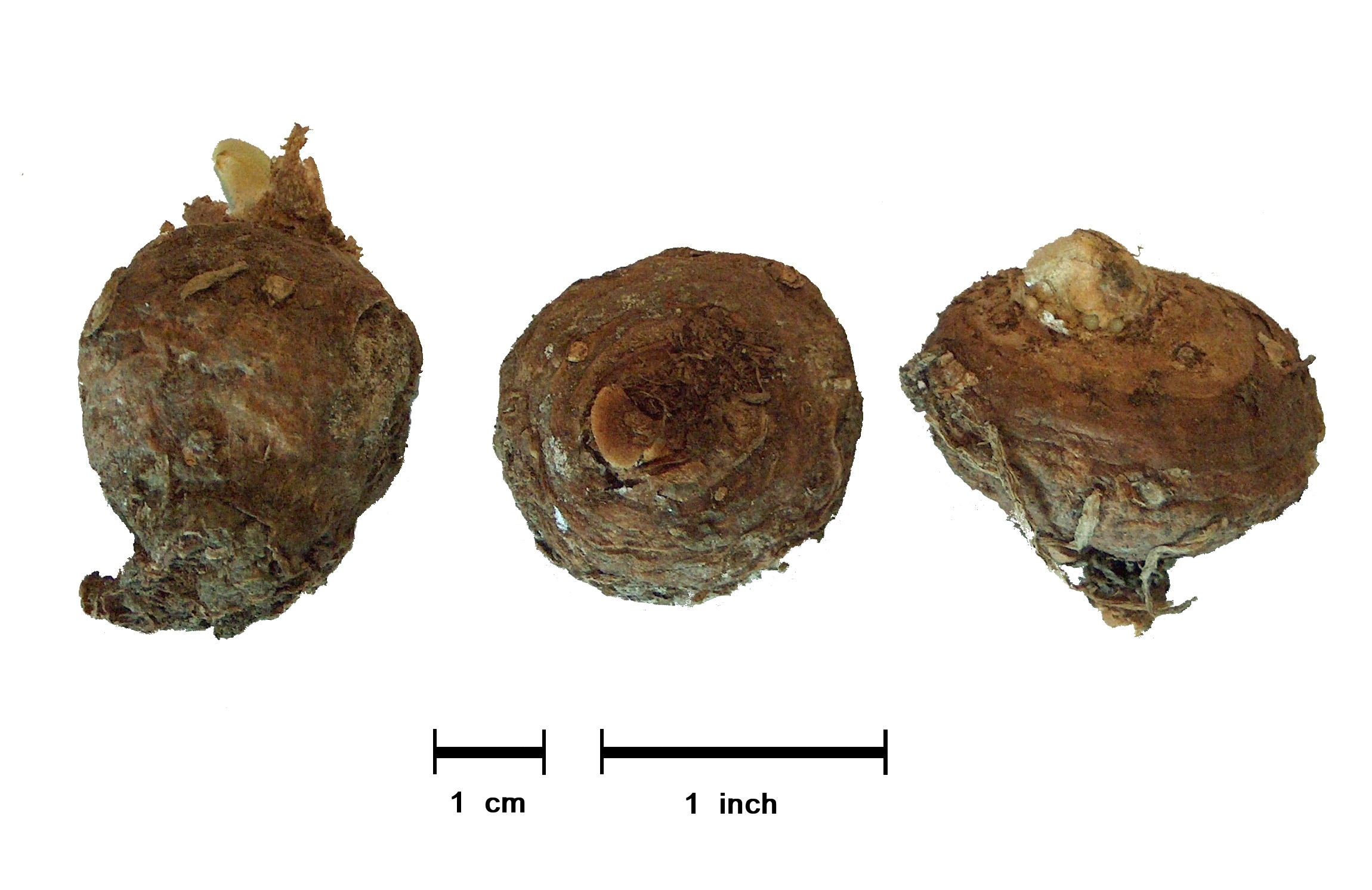
Bollen

De pijlvormige, 15-35 cm lange bladeren, die in het najaar verschijnen zijn wit of geelwit geaderd. Na de bloei sterven de bladeren af en blijft alleen de bloeikolf te zien.
De plant bloeit in mei en juni met een verdikte bloeikolf (spadix), waarvan het bovenste, knotsvormige deel geel is. De bloemstengel is 15-40 cm lang. De bloemen zijn groenwit van kleur. Onderaan de bloeikolf zitten de vrouwelijke bloemen met daarboven de mannelijke bloemen. Het schutblad (spatha) van de bloeikolf is groenwit.
De vrucht is een circa 1 cm grote, rode bes.

## Plantengemeenschap
De Italiaanse aronskelk is een kensoort voor het onderverbond Ulmenion carpinifoliae van het verbond van els en gewone vogelkers (Alno-padion).